# Patrick Constable
Patrick Constable (Lismore, 15 juli 1995) is een Australisch baanwielrenner. Zijn specialiteiten zijn de sprintnummers. Constable werd in 2013 Wereldkampioen teamsprint bij de junioren. Hij nam deel aan de Olympische Zomerspelen van 2016. Hij won tijdens deze spelen geen medaille.
Op 21 augustus 2020 werd bekend dat Constable voorlopig geschorst is nadat er bij een dopingcontrole op 1 december 2019 clenbuterol was aangetroffen.

## Belangrijkste prestaties
| Jaar       | AK                                | OK         | WK         | Olympische Spelen                         | Gemenebestspelen | Overig                                  |
| Als junior | Als junior                        | Als junior | Als junior | Als junior                                | Als junior       | Als junior                              |
| ---------- | --------------------------------- | ---------- | ---------- | ----------------------------------------- | ---------------- | --------------------------------------- |
| 2012       | teamsprint                        |            |            |                                           |                  |                                         |
| 2013       | sprint                            |            | teamsprint |                                           |                  |                                         |
| Als elite  |                                   |            |            |                                           |                  |                                         |
| 2014       | teamsprint                        | teamsprint |            |                                           |                  |                                         |
| 2015       | sprint                            | teamsprint |            |                                           |                  |                                         |
| 2016       | teamsprint                        |            |            | 4e teamsprint 8e sprint herkansing keirin |                  | WB Hongkong: sprint · Melbourne: sprint |
| 2017       | sprint · teamsprint               | teamsprint |            |                                           |                  | Melbourne: sprint                       |
| 2018       | teamsprint · sprint · 1km tijdrit | teamsprint |            |                                           | teamsprint       |                                         |
| 2019       | teamsprint · sprint               | teamsprint |            |                                           |                  |                                         |

1. ↑  Voorlopige schorsing voor Patrick Constable (Aus), baanwacht.nl 24 augustus 2020